# Mahmud I. (Seldschuk)
Nasir ad-Dunya wa-d-Din Mahmud I. (DMG Nāṣir ad-Dunyā wa-’d-Dīn Maḥmūd I.; † November 1094) war 1092–1094 Sultan der Großseldschuken.
Als sein Vater, Sultan Malik-Schah I., im November 1092 in Bagdad starb, brach ein Krieg um dessen Nachfolge aus und mehrere lokale Herrscher machten sich selbständig. So lösten sich die Rum-Seldschuken unter Kilitsch-Arslan I. und in Syrien Mahmuds Onkel Tutusch vom Reich.
Der erst vier- oder fünfjährige Mahmud wurde in Bagdad zum neuen Sultan ausgerufen, doch de facto ging die Macht von seiner Mutter, der qarachanidischen Prinzessin Tarkan Chatun, aus, die Nizam al-Mulks Rivalen Tadsch al-Mulk auf ihre Seite bringen konnte. 
Der eigentliche Thronfolger und älteste Sohn Malik-Schahs, Berk-Yaruq, wurde von Terken-Chatun unter Arrest gestellt. Allerdings wurde er von den Anhängern des ermordeten Großwesirs Nizam al-Mulk wieder befreit und zum Sultan ausgerufen. Im Januar 1093 siegte Berk-Yaruq bei Borudscherd über Mahmuds Truppen und belagerte anschließend Isfahan. Gemäß der daraufhin geschlossenen Vereinbarung wurde Mahmud mit den Regionen Fars und Isfahan belehnt, während Berk-Yaruq den großen Rest regierte. 
Im September oder Oktober 1094 verstarb Terken-Chatun und Mahmud I. erlag im November den Pocken.
| Vorgänger      | Amt                                  | Nachfolger |
| -------------- | ------------------------------------ | ---------- |
| Malik Schah I. | Sultan der Großseldschuken 1092–1094 | Berk-Yaruq |

| Personendaten    | Personendaten                      |
| ---------------- | ---------------------------------- |
| NAME             | Mahmud I.                          |
| ALTERNATIVNAMEN  | Nasir ad-Din Mahmud I.             |
| KURZBESCHREIBUNG | Sultan der Seldschuken (1092–1094) |
| GEBURTSDATUM     | 11. Jahrhundert                    |
| STERBEDATUM      | November 1094                      |